# Michael Vanthourenhout
Michael Vanthourenhout (* 10. Dezember 1993) ist ein belgischer Radrennfahrer, der auf Cyclocross spezialisiert ist.

## Sportlicher Werdegang
In seiner Juniorenzeit blieb Vanthourenhout noch ohne Siege, entwickelte sich jedoch in der U23 zu einem der besten Fahrer und gewann in dieser Kategorie mehrere Rennen im Superprestige, der bpost bank Trofee sowie im Weltcup. In der Saison 2013/2014, noch immer in der U23, wurde er vor den ein bzw. zwei Jahre jüngeren Wout van Aert und Mathieu van der Poel Europameister. 2014 wechselte er von seinem bisherigen Team BKCP-Powerplus zur Mannschaft Sunweb-Napoleon Games (heutiger Name Pauwels Sauzen-Bingoal), für die er noch immer fährt. Im Oktober 2014 konnte Vanthourenhout beim Kermiscross in Ardooie seinen ersten Sieg bei einem Rennen der Elite-Klasse einfahren, Anfang 2015 wurde er in Tábor U23-Weltmeister.
Nunmehr in der Elite fahrend, war Vanthourenhout in den nächsten Jahren bei beinahe jedem hochrangigen Rennen in den Top 10 zu finden. Gelegenheit für Siege waren angesichts der Dominanz von Wout van Aert und Mathieu van der Poel rar gesät, auch innerhalb seiner eigenen Mannschaft erwuchs ihm mit Eli Iserbyt ein Konkurrent. Erst im November 2020 gelang ihm im Weltcup-Rennen von Tábor ein Sieg in einem Klassementscross. In den folgenden Jahren hatte er mehr Erfolge, auch zumal van der Poel und van Aert zunehmend weniger Cross fuhren. Vanthourenhout wurde 2022 und 2023 zweimal Europameister und errang 2023 erstmals den Landesmeistertitel. Bei den Cyclocross-Weltmeisterschaften 2018 wie auch 2024 stand er auf dem Podium. Bis einschließlich 2024 gewann er sechs Weltcup-Rennen, außerdem holte er 2024/2025 die Gesamtwertung.

## Verschiedenes
Michael Vanthourenhout heiratete 2021 die Rennfahrerin Kelly Van den Steen, mit der er seit dem Jahr darauf einen Sohn hat. Sein älterer Bruder Dieter Vanthourenhout war ebenfalls Cyclocrossfahrer, ebenso sein Vetter Sven Vanthourenhout.

## Erfolge
| 2013/14 Europameister (U23) Weltmeisterschaft (U23) Weltcup (U23) – Valkenburg 2014/15 Weltmeister (U23) Weltcup (U23) – Gesamtwertung / Valkenburg 2017/18 Weltmeisterschaft 2020/21 Europameisterschaften Weltcup – Tábor Superprestige – Merksplas 2021/22 Europameisterschaften Weltcup – Namur X²O Badkamers Trofee – Brüssel | 2022/23 Europameister Belgischer Meister Weltcup – Overijse, Val di Sole 2023/24 Weltmeisterschaften – Einzel, Mixed-Staffel Europameister 2024/25 Weltcup – Gesamtwertung / Dublin, Namur X²O Trofee – Herentals, Brüssel |